# Hockey sur glace aux Jeux olympiques de 1960
Navigation
Cortina d'Ampezzo 1956 Innsbruck 1964
Cet article présente les résultats de la compétition de hockey sur glace des Jeux olympiques d'hiver de 1960 à Squaw Valley, aux États-Unis. Les résultats du tournoi ont compté pour le classement du vingt-septième championnat du monde de hockey sur glace et au trente-huitième championnat d'Europe.

## Qualifications
Comme pour les précédents Jeux, les deux Allemagnes s'affrontent pour déterminer celle qui fera partie de la délégation unifiée.
9 décembre 1959 à Garmisch-Partenkirchen (RFA)
- Allemagne fédérale 5-2 Allemagne de l'Est

12 décembre 1959 à weißwasser (RDA)
- Allemagne de l'Est 3-5 Allemagne fédérale

## Premier tour
Les deux premiers de chaque groupe se qualifient pour le tour final.

### Groupe A
Résultats
- Canada 5-2 Suède
- Canada 19-1 Japon
- Suède 19-0 Japon

Classement
| # | Équipe | PJ | V | N | D | BP | BC | Diff | Pts |
| - | ------ | -- | - | - | - | -- | -- | ---- | --- |
| 1 | Canada | 2  | 2 | 0 | 0 | 24 | 3  | +21  | 4   |
| 2 | Suède  | 2  | 1 | 0 | 1 | 21 | 5  | +16  | 2   |
| 3 | Japon  | 2  | 0 | 0 | 2 | 1  | 38 | -37  | 0   |

### Groupe B
Résultats
- URSS 8-0 Allemagne fédérale
- URSS 8-4 Finlande
- Allemagne fédérale 4-1 Finlande

Classement
| # | Équipe             | PJ | V | N | D | BP | BC | Diff | Pts |
| - | ------------------ | -- | - | - | - | -- | -- | ---- | --- |
| 1 | Union soviétique   | 2  | 2 | 0 | 0 | 16 | 4  | +12  | 4   |
| 2 | Allemagne fédérale | 2  | 1 | 0 | 1 | 4  | 9  | -5   | 2   |
| 3 | Finlande           | 2  | 0 | 0 | 2 | 5  | 12 | -7   | 0   |

### Groupe C
Résultats
- États-Unis 7-5 Tchécoslovaquie
- Tchécoslovaquie 18-1 Australie
- États-Unis 12-1 Australie

Classement
| # | Équipe          | PJ | V | N | D | BP | BC | Diff | Pts |
| - | --------------- | -- | - | - | - | -- | -- | ---- | --- |
| 1 | États-Unis      | 2  | 2 | 0 | 0 | 19 | 6  | +13  | 4   |
| 2 | Tchécoslovaquie | 2  | 1 | 0 | 1 | 23 | 8  | +15  | 2   |
| 3 | Australie       | 2  | 0 | 0 | 2 | 2  | 30 | -28  | 0   |

## Phase finale

### Tournoi pour la septième place
- Australie 1-14 Finlande
- Finlande 11-2 Japon
- Australie 2-13 Japon
- Australie 2-19 Finlande
- Finlande 6-6 Japon
- Japon 11-3 Australie

| # | Équipe    | PJ | V | N | D | BP | BC | Diff | Pts |
| - | --------- | -- | - | - | - | -- | -- | ---- | --- |
| 7 | Finlande  | 4  | 3 | 1 | 0 | 50 | 11 | +39  | 7   |
| 8 | Japon     | 4  | 2 | 1 | 1 | 32 | 22 | +10  | 5   |
| 9 | Australie | 4  | 0 | 0 | 4 | 8  | 57 | -49  |     |

### Place de 1 à 6
22 février
- URSS 8-5 Tchécoslovaquie
- États-Unis 6-3 Suède
- Canada 12-0 Allemagne (UTG)

24 février
- États-Unis 9-1 Allemagne
- URSS 2-2 Suède
- Canada 4-0 Tchécoslovaquie

25 février
- URSS 7-1 Allemagne
- États-Unis 2-1 Canada
- Tchécoslovaquie 3-1 Suède

27 février
- Tchécoslovaquie 9-1 Allemagne
- États-Unis 3-2 URSS
- Canada 6-5 Suède

28 février
- États-Unis 9-4 Tchécoslovaquie
- Suède 8-2 Allemagne
- Canada 8-5 URSS

| #                                   | Équipe             | PJ | V | N | D | BP | BC | Diff | Pts |
| ----------------------------------- | ------------------ | -- | - | - | - | -- | -- | ---- | --- |
| Médaille d'or, Jeux olympiques      | États-Unis         | 5  | 5 | 0 | 0 | 29 | 11 | +18  | 10  |
| Médaille d'argent, Jeux olympiques  | Canada             | 5  | 4 | 0 | 1 | 31 | 12 | +19  | 8   |
| Médaille de bronze, Jeux olympiques | Union soviétique   | 5  | 2 | 1 | 2 | 24 | 19 | +5   | 5   |
| 4                                   | Tchécoslovaquie    | 5  | 2 | 0 | 3 | 21 | 23 | -2   | 4   |
| 5                                   | Suède              | 5  | 1 | 1 | 3 | 19 | 19 | 0    | 3   |
| 6                                   | Allemagne fédérale | 5  | 0 | 0 | 5 | 5  | 45 | -40  | 0   |

## Classements finaux
| #                                   | Équipe           |
| ----------------------------------- | ---------------- |
| Médaille d'or, Jeux olympiques      | États-Unis       |
| Médaille d'argent, Jeux olympiques  | Canada           |
| Médaille de bronze, Jeux olympiques | Union soviétique |
| 4                                   | Tchécoslovaquie  |
| 5                                   | Suède            |
| 6                                   | Allemagne        |
| 7                                   | Finlande         |
| 8                                   | Japon            |
| 9                                   | Australie        |

| #                  | Équipe           |
| ------------------ | ---------------- |
| Médaille d'or      | Union soviétique |
| Médaille d'argent  | Tchécoslovaquie  |
| Médaille de bronze | Suède            |
| 4                  | Allemagne        |
| 5                  | Finlande         |

## Joueurs
| Or | Argent | Bronze |
| États-Unis Jack McCartan John Mayasich John Kirrane Paul Johnson Weldon Olson Eugene Grazia Richard Rodenheiser Edwyn Owen Rodney Paavola Richard Meredith Bill Christian Tom Williams Roger Christian Robert McVey Lawrence Palmer Bill Cleary Bob Cleary | Canada Harold Hurley Harry Sinden Jack Douglas Robert Attersley Fred Etcher George Samolenko Donald Head Darryl Sly Ken Laufman Floyd Martin James Connelly Robert Forhan Donald Rope Maurice Benoit Robert Rousseau Cliff Pennington Robert McKnight | Union soviétique Iouri Tsitsinov Vladimir Grebennikov Mikhaïl Bytchkov Viktor Priajnikov Nikolaï Karpov Nikolaï Poutchkov Ievgueni Grochev Viktor Iakouchev Stanislav Petoukhov Ievgueni Iorkine Nikolaï Sologoubov Iouri Baouline Aleksandr Almetov Konstantin Loktev Veniamin Aleksandrov Guenrikh Sidorenkov Alfred Koutchevski |